# Guerra egizio-ottomana (1839-1841)
La Seconda guerra egizio-ottomana, anche nota come Seconda guerra turco-egiziana, durò dal 1839 al 1841 e fu combattuta principalmente in Siria (infatti, a volte, il conflitto viene anche indicato come Seconda guerra siriana).
Nel 1839, l'Impero Ottomano si mosse per rioccupare le terre ottenute da Mehmet Ali, nella prima guerra turco-egiziana. L'Impero Ottomano invase la Siria ma, dopo aver subito una sconfitta nella Battaglia di Nezib, sembrò sull'orlo del collasso. Il 1º luglio, la flotta ottomana salpò per Alessandria e si arrese a Mehmet Ali. Il Regno Unito, l'Austria e altre nazioni europee si precipitarono a intervenire e costringere l'Egitto ad accettare un trattato di pace; da settembre a novembre 1840, una flotta navale combinata, composta da navi britanniche e austriache, interruppe le comunicazioni marittime di Ibrahim Pascià con l'Egitto (interruzione che venne seguita dall'occupazione di Beirut e Acri, da parte degli inglesi). Il 27 novembre 1840, ebbe luogo la Convenzione di Alessandria; l'ammiraglio britannico Charles Napier raggiunse un accordo con il governo egiziano: l'abbandono delle pretese egiziane sulla Siria e la restituzione della flotta ottomana.

## Origini
La guerra fu il culmine della lunga lotta di potere tra l'Impero Ottomano e il Pascià Mehmet Ali, che era arrivato a un punto di crisi che minacciava di destabilizzare l'intero Levante.
Il 24 giugno 1839, l'esercito ottomano (accompagnato da Moltke "Il vecchio") venne distrutto, in Siria, dal generale di Mehmet Ali, Ibrahim Pasha, nella Battaglia di Nezib, facendogli ottenere il possesso dell'intera Siria. Questo evento minacciò la stessa Costantinopoli (e il dominio dell'intero Mediterraneo orientale); pochi giorni dopo la battaglia, il Sultano Mahmud II morì, lasciando il suo impero nelle mani del suo erede sedicenne Abdülmecid I. Nel frattempo, la flotta ottomana disertò in favore di Mehmet Ali; il Regno Unito, la Russia e l'Austria erano impegnate a sostenere il vacillante Impero Ottomano e a costringere Mehmet Ali (che aveva il sostegno della Francia e della Spagna) a ritirarsi dalla Siria.
Sebbene i ministri del nuovo Sultano si fossero mossi per risolvere la crisi (offrendosi di cedere il governo della Siria a Mehmet Ali), gli ambasciatori britannici, austriaci e russi, li costrinsero ad annullare questa offerta e a resistergli; ci fu anche la possibilità di una guerra con la Francia, che guardava al successo di Mehmet Ali per aumentare la sua sfera di influenza nel Vicino Oriente.
L'English Historical Review n. 69, del gennaio 1903, pubblicò una lettera che Palmerston scrisse per difendersi dal non aver notificato alla Francia la data dell'intervento militare.

## Guerra

### Intervento navale in Siria

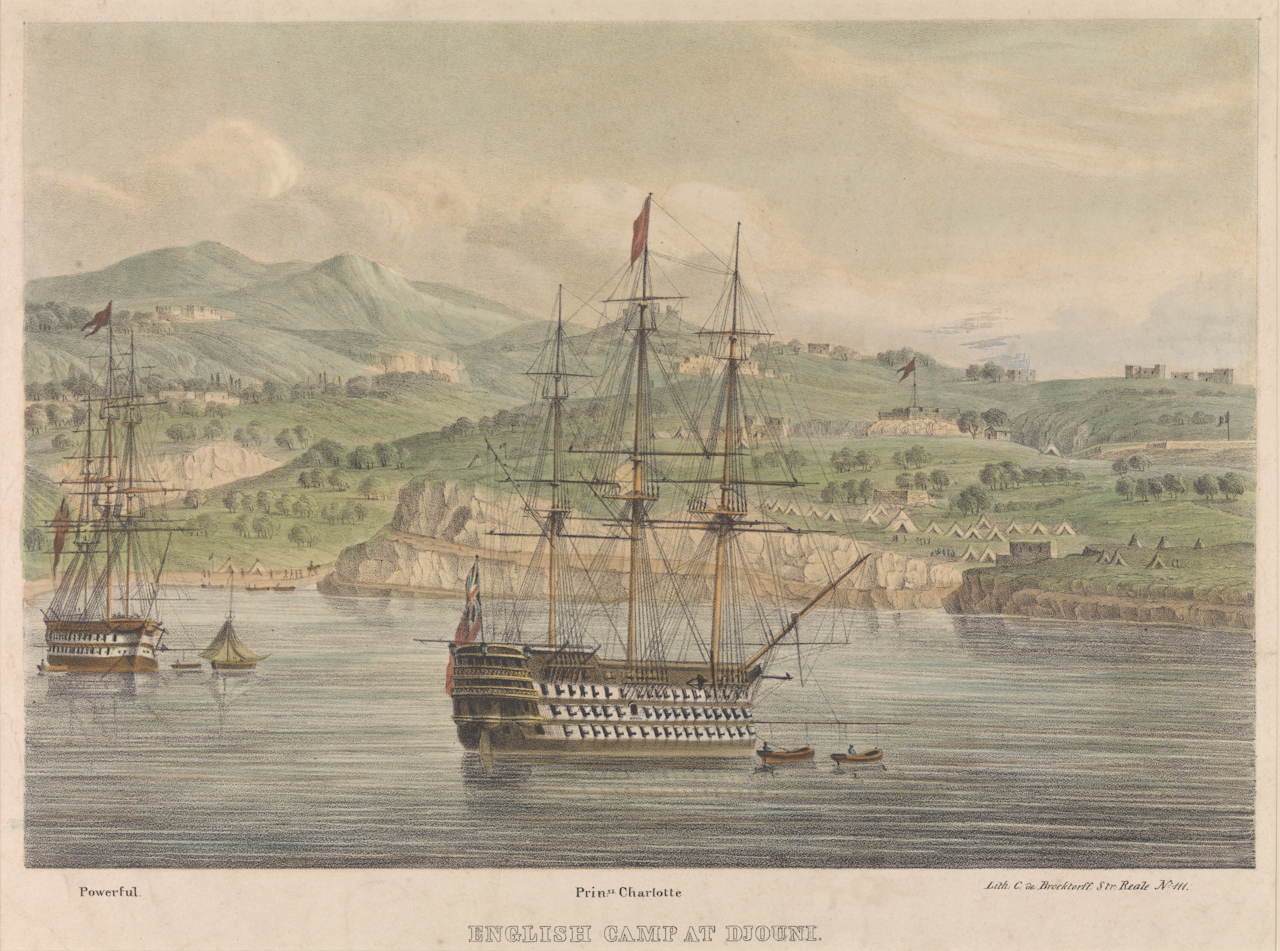
L'HMS Powerful e la Princess Charlotte al campo inglese di Djouni, vicino a Sidone, nel 1840.Durante le operazioni siriane, la Princess Charlotte era sotto il comando dell'ammiraglio Robert Stopford.

Nel giugno 1840, l'ammiraglio britannico Robert Stopford, al comando della flotta britannica nel Mediterraneo, inviò il commodoro Charles Napier, con una piccola squadra navale, verso le coste siriane (ora libanesi). Gli venne, poi, ordinato di recarsi a Beirut per costringere gli egiziani a ritirarsi; la situazione sul campo era estremamente instabile e richiedeva un'azione rapida e decisa; Napier lo capì, agendo come se il suo fosse un comando del tutto indipendente.
L'11 agosto 1840, le navi di Napier apparvero al largo di Beirut e invitò Sulayman Pascià, governatore di Mehmet Ali, ad abbandonare la città e a lasciare la Siria (la cui popolazione si ribellò, in breve tempo, contro l'esercito di Mehmet Ali). Con un esercito così piccolo, era poco quello che Napier potesse fare contro 15 000 soldati egiziani, fino a settembre (quando le navi di Stopford, si unirono a lui); la guerra aperta scoppiò l'11 settembre, quando Napier bombardò Beirut ed effettuò uno sbarco a Jounieh con 1 500 turchi e marinai per operare contro Ibrahim, a cui la rivolta impedì di fare di più che cercare di mantenere le città costiere.

### Sidone, Nahr el-Kelb e Boharsef

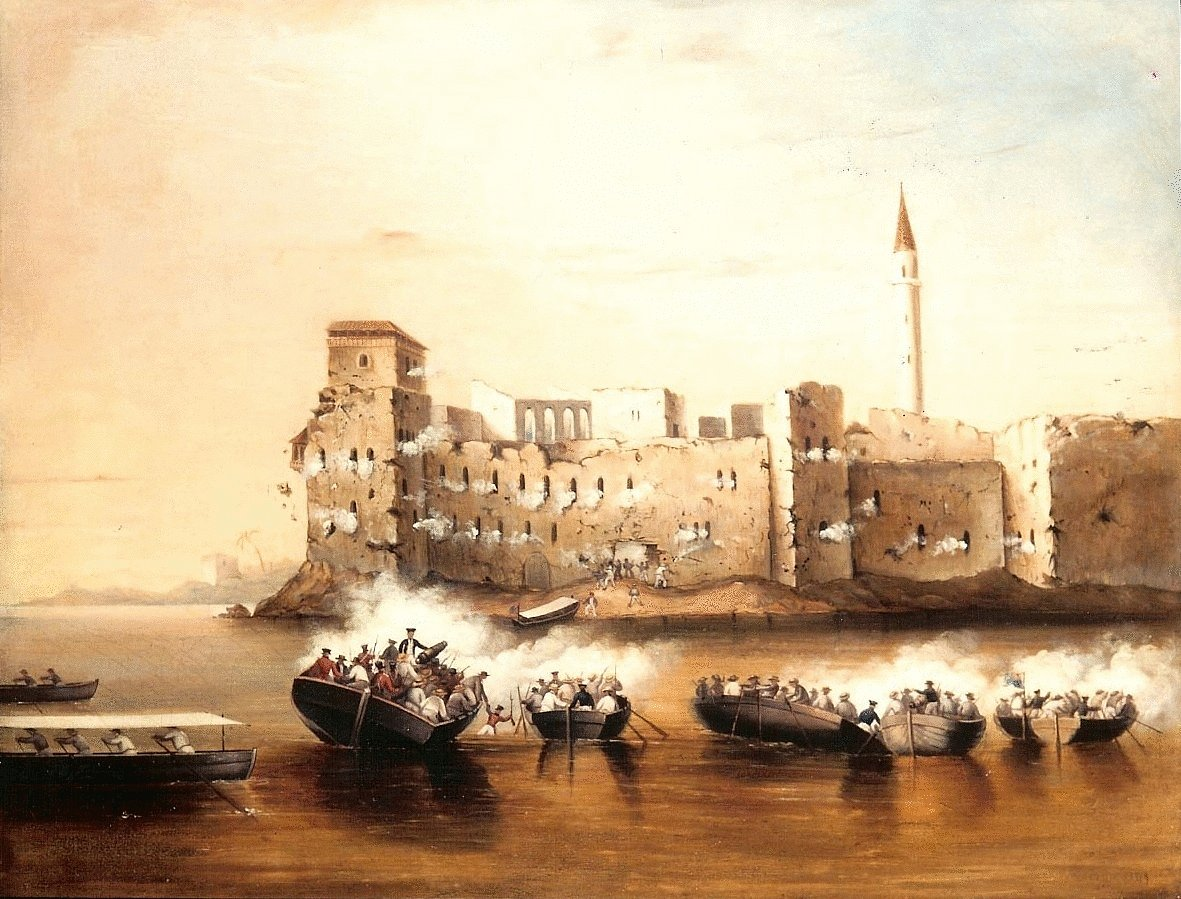
Tartus, 23 settembre 1840, attacco da parte delle navi HMS Benbow, Carysfort e Zebra, al comando del capitano J.F. Ross.

A causa della malattia del generale di brigata dell'esercito, Charles Smith, Napier fu incaricato di comandare le forze di terra e condusse una vittoriosa battaglia contro un esercito di albanesi a Nahr-el-Kelb. Quindi, con uno squadrone misto di navi britanniche, turche e austriache, bombardò Sidone, il 26 settembre, e sbarcò con la colonna d'assalto; Sidone capitolò in due giorni. Mentre si preparò ad attaccare le posizioni egiziane sulle alture di Boharsef, Napier ricevette l'ordine di ritirarsi dal comando delle forze di terra per far posto al generale di brigata Smith, che era guarito dalla sua malattia, e aveva anche ricevuto il comando delle truppe turche alleate. Per farlo, Napier avrebbe dovuto ritirarsi dalla sua posizione; decise di disobbedire all'ordine e continuò con l'attacco contro l'esercito di Ibrahim; i combattimenti, il 9 ottobre, furono furiosi ma la vittoria fu assicurata; Napier lasciò, dunque, le truppe di terra a Smith. Nel frattempo, il 3 ottobre, gli egiziani abbandonarono Beirut.

### Bombardamento di Acri
La flotta fu, quindi, incaricata di riprendere Acri, che era l'unica posizione costiera rimasta in mano egiziana. La flotta mediterranea, comandata da Stopford (e supportata da piccoli squadroni austriaci e turchi), si spostò verso i lati occidentale e meridionale di Acri il 3 e il 4 novembre e aprì il fuoco alle 14:00; le navi ancorarono, ancora più vicino del previsto, alla costa, a 450–800 metri, e i cannoni egiziani puntarono troppo in alto; il fuoco delle navi, fu devastante (grazie all'addestramento associato alla nuova scuola di artiglieria della Royal Navy, la HMS Excellent). Gli egiziani non ebbero l'opportunità di correggere il loro errore; i loro cannoni furono disabilitati dai colpi diretti e dalle mura delle fortificazioni che cadevano sui loro equipaggi; i velieri della linea, erano in due linee con i piroscafi che manovravano nel mezzo. Alle 16:20, un proiettile penetrò nel caricatore principale nel sud della città ed esplose uccidendo 1 100 uomini; i cannoni tacquero e, quella notte, la città venne occupata. Le perdite britanniche furono leggere: diciotto uomini uccisi e quarantuno feriti; le navi spararono 48 000 colpi.

## Conseguenze
Il rapido crollo della potenza di Mehmet Ali, con la prospettiva di una sanguinosa guerra anche in Egitto, non faceva parte dei piani degli alleati e Stopford inviò Napier al comando di uno squadrone verso Alessandria, per osservare la situazione. Qui, agendo nuovamente in modo indipendente, il 25 novembre, si presentò davanti alla città (con parte della sua squadra) e impose un blocco; dunque, senza riferire nulla al suo ammiraglio o al governo britannico, negoziò personalmente un accordo di pace con Mehmet Ali, garantendogli, insieme ai suoi eredi, la sovranità dell'Egitto, nonché, l'impegno di evacuare l'esercito assediato di Ibrahim, ad Alessandria (se Mehmet Ali avesse, a sua volta, rinunciato a tutte le pretese sulla Siria); in cambio, gli chiese la sottomissione al Sultano e la restituzione della flotta ottomana; Stopford e l'ambasciatore britannico furono furiosi per questo accordo: il primo, lo rinnegò immediatamente quando apprese la notizia (e molte delle potenze alleate, dichiararono nullo l'accordo). Nonostante l'amicizia personale, di lunga data, di Napier con Lord Palmerston, l'accordo fu inizialmente denunciato dal governo britannico ma il trattato formale, successivamente concluso e confermato dal Sultano, utilizzò l'originale di Napier (come base per i negoziati) e ne differì solo in modo minore.